# Сеспедес-и-Кесада, Карлос
Карлос Мануэль Сеспедес-и-Кесада (исп. Carlos Manuel de Céspedes y Quesada; 12 августа 1871, Нью-Йорк, США — 28 марта 1939, Гавана) — кубинский политический и государственный деятель, дипломат, и. о. Президента Кубы с августа по сентябрь 1933 года, министр иностранных дел Кубы.

## Биография
Сын Карлоса Мануэля де Сеспедеса, одного из руководителей Десятилетней войны Кубы против испанских колонизаторов (1868—1878), которого за патриотическую деятельность кубинцы называют отцом Родины (исп. Padre de la Patria).
Начальное образование получил в Нью-Йорке и Германии. Затем изучал международное право в Париже. Приехав на Кубу, с 1895 по 1898 год участвовал в войне за независимость Кубы. Занимал должность губернатора провинции Сантьяго-де-Куба.
С 1902 по 1908 год был заместителем председателя Палаты представителей. В 1909 году перешёл на дипломатическую работу, был представителем Кубы в Италии и Аргентине, а также специальным посланником в Греции. В 1914 г. был назначен на должность посла Кубы в Соединенных Штатах Америки. Вернулся на Кубу в 1922 году и получил должность министра иностранных дел, но уже через год подал в отставку и стал послом Кубы в Мексике.
Активно участвовал в свержении режима Мачадо. После его свержения был назначен исполняющим обязанности президента Кубы. Однако был смещён уже через 11 дней. Когда Сеспедес находился в Матансасе и Санта-Кларе, опустошённых ураганом, унесшим жизни 200 человек и нанесшим ущерб имуществу на миллионы, 4-5 сентября 1933 года произошло восстание сержантов, кабинет Сеспедеса подал в отставку, сам временный президент бежал, и к власти пришла Пентархия 1933 года.
После вернулся к дипломатической деятельности и стал послом Кубы в Испании. Вернулся на Кубу в 1935 году, после чего написал несколько книг.
Похоронен на кладбище Колон в Гаване.